# 皇甫氏民居
皇甫氏民居，位于中国山西省运城市新绛县县城龙兴镇来面胡同北，建于清末。已列为新绛县文物保护单位。

## 建筑
皇甫氏民居北房面阔三间，进深二间，下层为三眼砖窑洞，上层为木构，硬山顶。

## 保护
1995年12月，皇甫氏民居公布为新绛县文物保护单位。